# Chicago Sting
El Chicago Sting fue un equipo de fútbol de los Estados Unidos, de la ciudad de Chicago, Illinois. Fue fundado en 1974 y jugaron en la North American Soccer League (NASL) de 1975 hasta 1984 y en la Major Indoor Soccer League de 1984 hasta 1988.
Es uno de los clubes más ganadores de la North American Soccer League con 2 campeonatos (1981 y 1984) y seis títulos de división.

## Historia
El Chicago Sting fue fundado en 1974 por Lee Stern y comenzó a participar por primera vez en la North American Soccer League desde 1975. Fue llamado por la película El golpe, cuya acción tiene lugar en el Chicago de los años 30.
Ganó los campeonatos de la NASL en 1981, aquel año que venció por 1 a 0 a New York Cosmos y ganando en 1984 los 2 partidos al equipo de Toronto Blizzard. En 1985, el club dejó la liga por la desaparición de la competición y siguió su actividad en el torneo de fútbol indoor de Major Indoor Soccer League hasta 1988, de la cual en ese torneo la mayoría no tuvo buenos resultados y en 1988, el club desapareció.

## Trayectoria

### North American Soccer League (NASL)
| Temporada | PJ | PG | PP | GF | GC | DIF | PTS | Posición               | Postemporada               |
| --------- | -- | -- | -- | -- | -- | --- | --- | ---------------------- | -------------------------- |
| 1975      | 22 | 12 | 10 | 39 | 33 | +6  | 106 | 2.º División Central   | -                          |
| 1976      | 24 | 15 | 9  | 52 | 32 | +20 | 132 | 1º División del Norte  | S. de conferencia          |
| 1977      | 26 | 10 | 16 | 31 | 43 | -12 | 88  | 4.º División del Norte | -                          |
| 1978      | 30 | 12 | 18 | 57 | 64 | -7  | 123 | 2.º División Central   | C. de final de conferencia |
| 1979      | 30 | 16 | 14 | 70 | 62 | +8  | 159 | 2.º División Central   | S. de conferencia          |
| 1980      | 32 | 21 | 11 | 80 | 50 | +30 | 187 | 1º División Central    | Primera ronda              |
| 1981      | 32 | 23 | 9  | 84 | 50 | +34 | 195 | 1º División Central    | Campeón                    |
| 1982      | 32 | 13 | 19 | 56 | 67 | -11 | 129 | 4.º División del Este  | -                          |
| 1983      | 30 | 15 | 15 | 66 | 73 | -7  | 147 | 2.º División del Este  | Cuartos de final           |
| 1984      | 24 | 13 | 11 | 50 | 49 | +1  | 120 | 1º División del Este   | Campeón                    |

PJ = Partidos Jugados; PG = Partidos Ganados; PP = Partidos Perdidos; GF = Goles a Favor; GC = Goles en Contra; PTS = Puntos

### NASLIndoory Major Indoor Soccer League
| Temporada | Liga | Récord | Posición              | Playoffs     | Promedio de asistencia |
| --------- | ---- | ------ | --------------------- | ------------ | ---------------------- |
| 1980-81   | NASL | 13–5   | 1.º División Central  | Subcampeón   | 6.164                  |
| 1981-82   | NASL | 12–6   | 1.º División Central  | Primera fase | 13.322                 |
| 1982-83   | MISL | 28–20  | 3.º División del Este | Primera fase | 9.201                  |
| 1983-84   | NASL | 20–12  | 2.º                   | Primera fase | 11.974                 |
| 1984-85   | MISL | 28–20  | 2.º División del Este | Primera fase | 10.628                 |
| 1985-86   | MISL | 23–25  | 6.º División del Este | No clasificó | 7.345                  |
| 1986-87   | MISL | 23–29  | 5.º División del Este | No clasificó | 5.879                  |
| 1987-88   | MISL | 24–32  | 5.º División del Este | No clasificó | 5.977                  |

## Jugadores notables

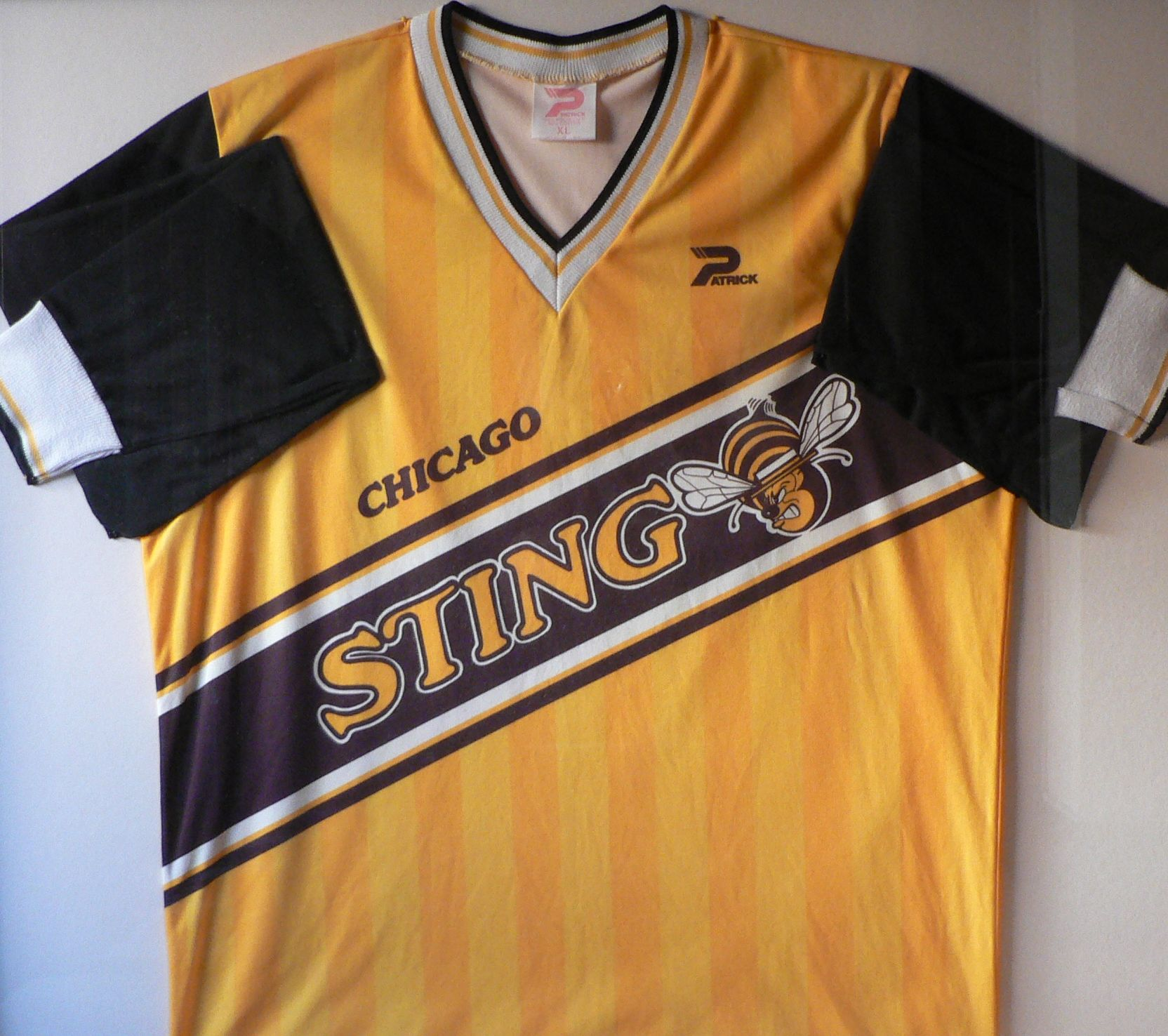
Camiseta de los Chicago Sting de 1984 a 1986.

| - Willem van Hanegem (1979) - Dick Advocaat (1978–80) - Horst Blankenburg (1978–80) - Rudy Getzinger (1975-76) - Miro Rys (1976-77) - Tony Chursky (1979) - Jeno Strenicer (1978-79) | - Alex Skotarek (1975-77) - Gene Geimer (1976-77) - Hans Weiner (1982–84) - John McGrane (1983-84) - Victor Kodelja (1983–85) - Ernst Jean-Joseph (1978) - Eddy Antoine (1978) - Frantz Mathieu (1980-1988) |

## Entrenadores

### Cronología de los entrenadores
- Bill Foulkes (1975–1977)
- Willy Roy (1977–1986)
- Malcolm Musgrove (1978)
- Erich Geyer (1986–1988)
- Gary Hindley (1988)

## Palmarés

### Torneos nacionales
- North American Soccer League (2): 1981, 1984.
- Premier de Temporada regular NASL (1):  1984.
- Campeonatos de División (6):
  - División Central (2): 1980, 1981.
  - División Norte (1): 1976.
  - División Este (1): 1984.
  - División Central (Indoor) (2): 1980-81, 1981-82.

### Torneos amistosos
- Transatlantic Challenge Cup (1): 1982.[3]

## Promedio anual de asistencias en la North American Soccer League
| Año   | Asistencia |
| ----- | ---------- |
| 1975  | 4.330      |
| 1976  | 5.801      |
| 1977  | 5.199      |
| 1978  | 4.188      |
| 1979  | 8.036      |
| 1980  | 11.672     |
| 1981  | 12.889     |
| 1982  | 9.377      |
| 1983  | 10.937     |
| 1984  | 8.376      |
| Total | 8.081      |